# Feed the Animals
Feed the Animals é um álbum do músico americano Gregg Gillis, sobre o nome Girl Talk. O álbum foi lançado pela gravadora Illegal Art em 2008.
Seguindo o estilo dos trabalhos anteriores, Feed the Animals oferece uma nova rodada de misturas musicais produzidas por Gillis. Rock atual, hip-hop, pop dos anos 1980, alternativos dos anos 90, e clássicos em uma enorme quantidade de colagens sonoras. Entre os atistas sampleados aparecem trechos de músicas de Earth, Wind & Fire, Ludacris, Fergie, Jackson 5 entre outros.

## Faixas
1. Play Your Part, Part 1 4:45
2. Shut the Club Down 3:07
3. Still Here 3:57
4. What It's All About 4:15
5. Set It Off 3:42
6. No Pause 3:12
7. Like This 3:21
8. Give Me a Beat 4:12
9. Hands in the Air 4:20
10. In Step 3:23
11. Let Me See You 4:04
12. Here's the Thing 4:45
13. Don't Stop 2:58
14. Play Your Part, Part 2 3:25